# Европейски съюз за радио и телевизия
Европейският съюз за радио и телевизия (на френски: Union Européenne de Radio-Télévision, UER; на английски: European Broadcasting Union, EBU), съкратено ЕСРТ, известен също като „Евровизия“, е международна организация на радио- и телевизионни оператори от Европа и Средиземноморието. Той е най-голямата професионална организация по рода си в света.
Създаден е през 1950 г. Към 2015 г. включва 73 активни члена от 56 страни и 34 асоциирани члена от други 20 държави. Известен е с организирането на телевизионни музикални конкурси (песенни, танцови), често наричани „Евровизия“. ЕСРТ е домакин на обсъжданията, свързани с кандидатите за председател на Европейската комисия по време на парламентарните избори през 2014 г., въпреки че не се свързва пряко с институцията.

## История
Основан е на 12 февруари 1950 г. от 23 радио-телевизионни организации на конференция в курорта Торки, Англия. Централата на ЕСРТ се намира в Женева, Швейцария, а организацията има още офиси в Москва, Ню Йорк, Вашингтон и Сингапур.
Международната организация за радио и телевизия (ОИРТ, известна също като „Интервизия“) – еквивалент на ЕСРТ в социалистическите страни, се разпада през 1993 г., а нейните членове се присъединяват към Европейския съюз за радио и телевизия. Българската национална телевизия и Българското национално радио също се прехвърлят и стават редовни членове на ЕСРТ от 1993 г.
Към 2009 г. ЕСРТ има 75 члена в 56 страни от Европа, Северна Африка и Близкия изток и 43 асоциирани члена от други 25 страни. Членовете на съюза са от всички международно признати страни в Континентална Европа с изключение на Лихтенщайн.

## Евровизия
През 1954 г. ЕСРТ осъществява първите международни телевизионни предавания в Европа. Мрежата от телевизионни предаватели, ретранслатори и спътници, наречена Евровизия, прави жителите на Стария континент свидетели на най-значимите събития в историята на човечеството от втората половина на ХХ век. През 1961 г. Евровизия предава на живо посрещането на първия космонавт Юрий Гагарин в Москва. През 1962 г. чрез спътника Telstar Евровизия осъществява първото междуконтинентално телевизионно предаване. Програмата има времетраене от 60 минути и представя западноевропейските страни на живо за зрителите в Съединените щати. На 21 юли 1969 г. чрез Евровизия в цяла Европа се излъчва на живо стъпването на човек на Луната.
Днес Евровизия представлява мрежа от 50 цифрови сателитни станции, свързани към телекомуникационните спътници Eutelsat. Евровизия осъществява излъчването на ежедневния информационен обмен, както и преките предавания на всички значими политически, спортни и музикални събития, случващи се на континента, включително Олимпийски игри, световни и европейски спортни първенства.

## Редовни събития
Евровизия осигурява ежегодното излъчване в цяла Европа на Новогодишния концерт във Виена на 1 януари, Папските обръщения „Към Града и към света“ на Великден и Коледа. Съюзът е организатор на следните ежегодни музикални конкурси:
- Песенен конкурс Евровизия
- Детски песенен конкурс Евровизия
- Танцов конкурс Евровизия
- Конкурс на Евровизия за млади музиканти
- Конкурс на Евровизия за млади танцьори
- Фестивал Евросоник в Грьонинген, Нидерландия

Всички преки предавания на Евровизия започват и завършват с мелодията „Прелюд към Те Деум“ на Марк-Антоан Карпентие.

## Радио- и ТВ програми
Европейският съюз за радио и телевизия е основател на многоезичните спътникови телевизионни канали Евронюз и Евроспорт. ЕСРТ оперира 2 сателитни радиопрограми: Еврорадио и Евросоник. Организацията продуцира множество развлекателни, музикални, информационни и спортни програми.

## Технически дейности
ЕСРТ съдейства на членовете си в усвояването на нови технологии в радио-телевизионната дейност. Съюзът провежда семинари и конференции, издава специализирани материали по преминаването към съвременните цифрови технологии за изготвяне и разпространение на програми като: RDS, DAB, DVB, HDTV и др. Организацията съдейства за налагането на единни стандарти и подкрепя технологиите с отворен код.